# 张昪
张昪（992年—1077年），一作张昇，字杲卿，韩城县（今陕西省韩城市）人，北宋政治人物、词人，宋仁宗时任参知政事。

## 生平
张昪是宋真宗大中祥符八年（1015年）进士，初为楚丘主簿，改任度支员外郎。王曾称他有公辅之器。夏竦经略陕西，推荐其才，改任六宅使、泾原路（治所在今甘肃省平凉市）、秦凤路（治所在今甘肃省天水市）安抚都监。后知绛州，改京西转运使。历任户部判官、知邓州、濠州。累迁开封府推官、侍御史知杂事。因为论事激直，指斥张贵妃和宦官杨怀敏，为宋仁宗所不悦。让他以天章阁待制出知庆州，改任龙图阁直学士、知秦州，后知开封府。至和二年（1055年）兼侍读，拜御史中丞。论时事无所畏避，曾奉命出使契丹国。嘉祐三年（1058年）擢升为枢密副使。嘉祐五年（1060年）拜参知政事、枢密使，与韩琦请求宋仁宗建储。宋英宗即位，因为年老坚请辞位。以彰信军节度使、同中书门下平章事判许州，改镇河阳三城。以太子太师致仕。宋神宗熙宁十年（1077年）卒，年八十六岁，赠司徒兼侍中，谥康节。
张昪长于写词，善于将写景与抒情结合，《全宋词》录其词二首。薛砺若《宋词通论》：“昪词以《离亭燕》为最有名。”《满江红》有“无名无利，无荣无辱，无烦无恼。夜灯前，独歌独酌，独饮独笑”二句，《离亭燕》（一带江山）主要抒写人间兴废盛衰无常的悲哀。下阕：“云际客帆高挂，烟外酒旗低亚，多少六朝兴废事，尽入渔樵间话。怅望倚危楼，寒日无言西下。”

## 延伸阅读
[在维基数据编辑]
 《宋史/卷318》，出自脱脱《宋史》